# Kender du det?
"Kender du det?" (Også kendt som "Mona, Mona, Mona") er en populær sang fra 1975 fra LP'en Hinkeruder på motorvejen, sunget og skrevet af Søren Kragh-Jacobsen.
Sangen består af fire vers med det kendte omkvæd i slutningen af hver, dog ændret lidt til sidst.
Sangen var genstand for et program i serien Landeplagen fra 2010 med Jacob Riising som vært, hvor nummeret historie og betydning blev gennemgået.

## Handling
Jesper Ravn er en dreng der lige er begyndt i 8. klasse. En ny pige (Mona) træder ind i klassen, og Jesper får med det samme øjnene op for hende. Resten af hans klasse synes også Mona virker som en frisk pige. Da de andre i klassen finder ud af at Jesper er interesseret i Mona, begynder de at drille ham med det.  
Det hjælper på drillerierne, at Mona og Jesper ikke rigtig snakker meget sammen. Men de kan ikke helt undgå småsnakkende, da de ender med at sidde ved siden af hinanden i toget, på vej på lejrskoletur. Dette gør også at drillerierne starter igen. 
På lejrskolen vælger Jesper at gå en tur med nogle andre fra klassen til stranden, hvor bl.a. Mona er. De kommer til at sidde ved siden af hinanden og begynder så småt at flirte med hinanden. Mona og Jesper begynder at komme sammen i et par måneder, og derefter stopper det. 
Teksten handler meget om alle de indre ting og ydre ting og problemer man kommer ud for i puberteten, som fx når ens stemme går i overgang eller at man selv føler alt ved sig selv er forkert. 